# Theodor Krech

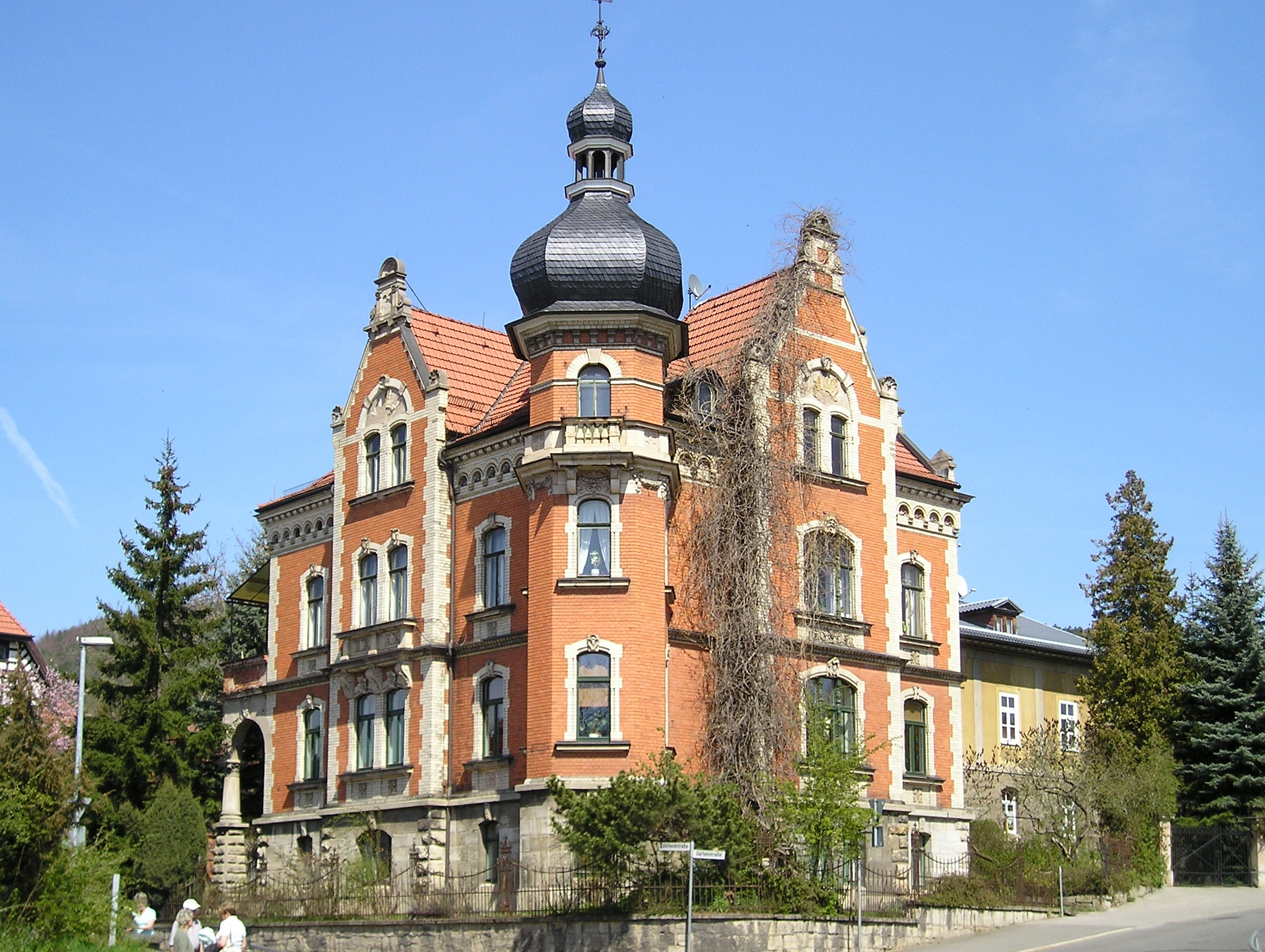
Stadtvilla von Krech in Meiningen

Theodor Krech (* 7. Mai 1877 in Rohr (Thüringen); † 18. August 1932 in Meiningen) war ein deutscher Architekt.
In Rohr geboren, war Krech als „freischaffender Architekt und Baumeister“ in Meiningen tätig. Sein Hauptwirkungsfeld war Meiningen, er baute aber auch in Gotha, Erfurt, Zella-Mehlis und Eisenach. Er schuf überwiegend städtische Wohnhäuser und Villen, dabei in Meiningen ganze Wohnviertel an den Stadträndern, aber auch einige Geschäftshäuser, Kirchen und Gewerbebauten. Eines seiner bekanntes Gebäude ist das im Jugendstil gehaltene Institut von Heinrich Beck in Meiningen. Ein Großteil seiner Gebäude steht unter Denkmalschutz, einige sind in der Liste der Kulturdenkmale in Meiningen aufgeführt.